# Chung Un-chan
Chung Un-chan (nascido em 29 de fevereiro de 1946 em Gongju, Chungcheong do Sul) é um professor de economia e político coreano, e foi primeiro-ministro da Coreia do Sul em 2009–2010. Ele foi professor na Universidade Nacional de Seul de 1978 a 2009, servindo como presidente da instituição de julho de 2002 a julho de 2006, quando foi designado para ser o primeiro-ministro. Possui Ph.D. em economia pela Universidade de Princeton.